# スター (小惑星)
スター(4150 Starr)は、小惑星帯に位置する小惑星。
1984年8月31日にブライアン・スキッフによりフラッグスタッフのローウェル天文台で発見され、ビートルズのドラマーリンゴ・スターにちなみ命名された。